# Maurizio Merli

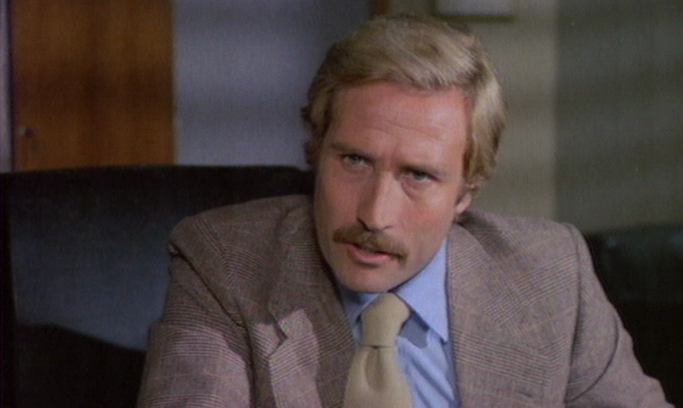
Maurizio Merli (1975)

Maurizio Merli (* 8. Februar 1940 in Rom; † 10. März 1989 ebenda) war ein italienischer Schauspieler.

## Leben
Merli wirkte seit den 1960er-Jahren meist in Nebenrollen italienischer Produktionen mit; seine Haupttätigkeit war in dieser Zeit die Bühne. Ab 1974 war er hauptsächlich in Hauptrollen von Poliziottesco-Filmen zu sehen, in denen er zumeist den Alleingänge unternehmenden Gesetzeshüter darstellte. Häufig arbeitete er mit Umberto Lenzi und Stelvio Massi zusammen. Auch im Spätwestern Mannaja trat er auf. Daneben arbeitete er für das Fernsehen.
1989 verstarb er im Alter von 49 Jahren an den Folgen eines Herzinfarkts, den er während eines Tennisspiels erlitt.

## Bewertung
„Merli setzte allein durch die Verkörperung des rauhbeinigen Polizei-Einzelgängers Maßstäbe. Der aus gegenwärtiger Sicht politisch unkorrekte Stil, seine übertriebenen, schon comicartigen Charaktere, sowie der krude direkte Ton, faszinieren gerade heute ein Publikum, welches sich schon immer gern abseits gängiger Marktmechanismen wohl fühlte.“

## Filmografie (Auswahl)
- 1967: Zwei Trottel gegen Django (Due Rrringos nel Texas)
- 1968: Fenomenal e il tesoro di Tutankamen
- 1969: Eros e Thanatos
- 1972: Decameron Proibitissimo (Boccaccio mio statte zitto)
- 1975: Gewalt rast durch die Stadt (Roma violenta)
- 1975: Die Viper (Roma a mano armata)
- 1975: Wolfsblut greift ein (Zanna Bianca alla riscossa)
- 1976: Stadt in Panik (Paura in città)
- 1976: Cop Hunter (Italia a mano armata)
- 1976: Camorra – Ein Bulle räumt auf (Napoli violenta)
- 1977: Mannaja – Das Beil des Todes (Mannaja)
- 1977: Die Zuhälterin (Poliziotto senza paura)
- 1977: Die Gewalt bin ich (Il cinico, l'infame, il violento)
- 1977: Highway Racer (Poliziotto sprint)
- 1978: Covert Action – Rauschgift tötet leise (Sono stato un agente C.I.A.)
- 1978: Killer sterben einsam (I gabbiani volano basso)
- 1978: Kommissar Mariani – Zum Tode verurteilt (Il commissario di ferro)
- 1978: Convoy Busters (Un poliziotto scomodo)
- 1979: Von Corleone nach Brooklyn (Da Corleone a Brooklyn)
- 1979: Hunted City (Sbirro, la tua legge è lenta… la mia… no!)
- 1980: Der Mann, der Venedig hieß (Poliziotto, solitudine e rabbia)
- 1980: Buitres sobre la ciudad
- 1981: Priest of Love
- 1983: Geheimkommando C.I.A. (Notturno)
- 1987: Blue Tango (Tango Blu)